# Тэйт, Джейшон
Дже́йшон Тэйт (англ. Jae'Sean Tate; род. 28 октября 1995 года в Толидо, штат Огайо, США) — американский профессиональный баскетболист, выступающий в Национальной баскетбольной ассоциации за команду «Хьюстон Рокетс». Играет на позиции лёгкого форварда. На студенческом уровне выступал за команду университета штата Огайо «Огайо Стэйт Бакайс». Выставлял свою кандидатуру на драфт НБА 2018 года, но не был выбран.

## Профессиональная карьера
Тэйт выставлял свою кандидатуру на драфт НБА 2018 года, но не был выбран. После драфта он был в составе «Милуоки Бакс» в Летней лиге НБА 2018 года, но не сыграл ни одной минуты из-за сломанного пальца на правой руке.
20 августа 2018 года Тэйт подписал контракт с бельгийским клубом «Антверп Джайентс». По итогам 67 сыгранных матчей в сезоне он набирал в среднем 11,2 очков, 4,5 подбора и 1,7 передач за игру, стал победителем Кубка Бельгии и стал участником матча всех звёзд Чемпионата Бельгии.
22 июля 2019 года Тэйт подписал контракт с австралийским «Сидней Кингз». По итогам 34 сыгранных в сезоне матчей он набирал в среднем 16,8 очков, 5,9 подборов, 1,9 передач и 1,0 перехват за игру и попал в первую сборную звёзд НБЛ.

### Хьюстон Рокетс (2020—настоящее время)
26 ноября 2020 года Тэйт подписал контракт с «Хьюстон Рокетс». 26 декабря дебютировал в НБА, выйдя со скамейки запасных, и набрал 13 очков, 4 подбора, 2 передачи и 1 перехват за 37 минут в поражении от «Портленд Трэйл Блэйзерс» со счётом 126—128. 14 января 2021 года после обмена Джеймса Хардена Тэйт впервые вышел в стартовом составе и набрал 13 очков, 5 подборов и 10 передач, сделав дабл-дабл за 33 минуты в победе над «Сан-Антонио Спёрс» со счётом 109—105. 4 февраля Тэйт набрал лучшие в карьере 19 очков, а также 7 подборов, 2 передачи, 1 перехват и 2 блока за 31 минуту в победе над «Мемфис Гриззлис» со счётом 115—103.
6 июля 2023 года Тейт продлил контракт с «Рокетс» на три года на сумму 22,1 миллиона долларов.
15 января 2023 года НБА отстранила Тейта на одну игру за то, что он покинул скамейку запасных во время потасовки между «Рокетс» и «Сакраменто Кингз» двумя днями ранее.

## Статистика

### Статистика в НБА
| Сезон                                                                                    | Команда | Регулярный сезон | Регулярный сезон | Регулярный сезон | Регулярный сезон | Регулярный сезон | Регулярный сезон | Регулярный сезон | Регулярный сезон | Регулярный сезон | Регулярный сезон | Регулярный сезон | Серия плей-офф | Серия плей-офф | Серия плей-офф | Серия плей-офф | Серия плей-офф | Серия плей-офф | Серия плей-офф | Серия плей-офф | Серия плей-офф | Серия плей-офф | Серия плей-офф |
| Сезон                                                                                    | Команда | GP               | GS               | MPG              | FG%              | 3P%              | FT%              | RPG              | APG              | SPG              | BPG              | PPG              | GP             | GS             | MPG            | FG%            | 3P%            | FT%            | RPG            | APG            | SPG            | BPG            | PPG            |
| ---------------------------------------------------------------------------------------- | ------- | ---------------- | ---------------- | ---------------- | ---------------- | ---------------- | ---------------- | ---------------- | ---------------- | ---------------- | ---------------- | ---------------- | -------------- | -------------- | -------------- | -------------- | -------------- | -------------- | -------------- | -------------- | -------------- | -------------- | -------------- |
| 2020/21                                                                                  | Хьюстон | 70               | 58               | 29,2             | 50,6             | 30,8             | 69,4             | 5,3              | 2,5              | 1,2              | 0,5              | 11,3             | Не участвовал  | Не участвовал  | Не участвовал  | Не участвовал  | Не участвовал  | Не участвовал  | Не участвовал  | Не участвовал  | Не участвовал  | Не участвовал  | Не участвовал  |
| 2021/22                                                                                  | Хьюстон | 78               | 77               | 26,4             | 49,8             | 31,2             | 70,7             | 5,4              | 2,8              | 0,9              | 0,5              | 11,8             | Не участвовал  | Не участвовал  | Не участвовал  | Не участвовал  | Не участвовал  | Не участвовал  | Не участвовал  | Не участвовал  | Не участвовал  | Не участвовал  | Не участвовал  |
| 2022/23                                                                                  | Хьюстон | 31               | 7                | 21,9             | 48,0             | 28,3             | 72,5             | 3,8              | 2,7              | 0,7              | 0,2              | 9,1              | Не участвовал  | Не участвовал  | Не участвовал  | Не участвовал  | Не участвовал  | Не участвовал  | Не участвовал  | Не участвовал  | Не участвовал  | Не участвовал  | Не участвовал  |
| 2023/24                                                                                  | Хьюстон | 65               | 9                | 15,9             | 47,2             | 29,9             | 66,7             | 3,0              | 1,0              | 0,6              | 0,2              | 4,1              | Не участвовал  | Не участвовал  | Не участвовал  | Не участвовал  | Не участвовал  | Не участвовал  | Не участвовал  | Не участвовал  | Не участвовал  | Не участвовал  | Не участвовал  |
|                                                                                          | Всего   | 244              | 151              | 23,8             | 49,5             | 30,6             | 70,2             | 4,5              | 2,2              | 0,9              | 0,4              | 9,3              | Не участвовал  | Не участвовал  | Не участвовал  | Не участвовал  | Не участвовал  | Не участвовал  | Не участвовал  | Не участвовал  | Не участвовал  | Не участвовал  | Не участвовал  |
| Наведите курсор мыши на аббревиатуры в заголовке таблицы, чтобы прочесть их расшифровку. |         |                  |                  |                  |                  |                  |                  |                  |                  |                  |                  |                  |                |                |                |                |                |                |                |                |                |                |                |

### Статистика в NCAA
| Сезон | Команда     | Conf    | Class | GP  | GS  | MPG  | FG%  | 3P%  | FT%  | RPG | APG | SPG | BPG | PPG  |
| --- | ----------- | ------- | ----- | --- | --- | ---- | ---- | ---- | ---- | --- | --- | --- | --- | ---- |
| 2014/15 | Огайо Стэйт | Big Ten | FR    | 35  | 16  | 22,0 | 58,9 | 15,8 | 52,0 | 5,0 | 0,3 | 0,9 | 0,6 | 8,8  |
| 2015/16 | Огайо Стэйт | Big Ten | SO    | 28  | 28  | 29,0 | 52,1 | 35,0 | 51,8 | 6,4 | 1,5 | 1,3 | 0,3 | 11,7 |
| 2016/17 | Огайо Стэйт | Big Ten | JR    | 32  | 32  | 31,9 | 54,7 | 22,2 | 57,3 | 6,4 | 2,0 | 1,1 | 0,5 | 14,3 |
| 2017/18 | Огайо Стэйт | Big Ten | SR    | 34  | 34  | 29,6 | 55,7 | 31,4 | 59,1 | 6,2 | 2,9 | 1,1 | 0,6 | 12,3 |
| Всего | Всего       | Всего   | Всего | 129 | 110 | 28,0 | 55,2 | 27,7 | 55,5 | 6,0 | 1,7 | 1,1 | 0,5 | 11,7 |
| Наведите курсор мыши на аббревиатуры в заголовке таблицы, чтобы прочесть их расшифровку Статистика приведена с сайта sports-reference.com |             |         |       |     |     |      |      |      |      |     |     |     |     |      |

### Статистика в других лигах
| Сезон | Команда          | Лига                        | GP  | GS | MPG  | FG%  | 3P%  | FT%  | RPG | APG | SPG | BPG | PFL | TOV | PPG  |
| --- | ---------------- | --------------------------- | --- | -- | ---- | ---- | ---- | ---- | --- | --- | --- | --- | --- | --- | ---- |
| 2018/19 | Все клубы        | Все лиги                    | 67  | 35 | 22,9 | 56,5 | 43,9 | 57,5 | 4,5 | 1,7 | 0,8 | 0,2 | 2,8 | 1,6 | 11,1 |
| 2018/19 | Антверп Джайэнтс | Чемпионат Бельгии           | 43  | 21 | 21,5 | 56,0 | 45,5 | 64,1 | 3,9 | 1,7 | 0,8 | 0,3 | 2,7 | 1,3 | 10,1 |
| 2018/19 | Антверп Джайэнтс | Лига чемпионов ФИБА         | 20  | 10 | 24,7 | 54,2 | 40,5 | 49,5 | 5,1 | 1,5 | 0,9 | 0,2 | 3,1 | 2,2 | 12,2 |
| 2018/19 | Антверп Джайэнтс | Квалификация Лиги чемпионов | 4   | 4  | 27,6 | 70,0 | 50,0 | 47,1 | 8,5 | 2,5 | 0,8 | 0,0 | 2,3 | 2,3 | 17,3 |
| 2019/20 | Все клубы        | Все лиги                    | 36  | 36 | 26,9 | 65,1 | 40,5 | 60,2 | 5,8 | 1,9 | 1,1 | 0,5 | 2,9 | 1,8 | 16,6 |
| 2019/20 | Сидней Кингз     | НБЛ                         | 34  | 34 | 27,2 | 64,3 | 39,4 | 61,6 | 5,9 | 1,9 | 1,0 | 0,5 | 2,9 | 1,8 | 16,8 |
| 2019/20 | Сидней Кингз     | НБЛ Блиц                    | 2   | 2  | 21,8 | 90,9 | 66,7 | 41,7 | 5,5 | 1,5 | 2,5 | 0,5 | 3,0 | 1,0 | 13,5 |
| Всего | Всего            | Всего                       | 103 | 71 | 24,3 | 60,1 | 42,5 | 58,6 | 5,0 | 1,7 | 0,9 | 0,3 | 2,8 | 1,7 | 13,1 |
| Наведите курсор мыши на аббревиатуры в заголовке таблицы, чтобы прочесть их расшифровку Статистика приведена с сайта basketball.realgm.com |                  |                             |     |    |      |      |      |      |     |     |     |     |     |     |      |